# Grote Prijs van New York City 2024
De eerste editie van de wielerwedstrijd Grote Prijs van New York City vond plaats op 19 mei 2024. De wedstrijd startte in Manhattan waarna het peloton direct de George Washington Bridge over ging, richting Fort Lee in de staat New Jersey. Daar finishte de wedstrijd 136,3 kilometer later. De wedstrijd maakte deel uit van de UCI America Tour, met de categorie 1.2. De Nederlander Tibor del Grosso won na een sprint met Wilmar Paredes en Johannes Adamietz. De Mexicaan Raúl Alcalá, die in 1989 en 1990 een etappe in de Ronde van Frankrijk had gewonnen, was als 60-jarige de oudste deelnemer. Hij reed de wedstrijd niet uit.

## Uitslag
| Plaats  | Naam                      | Ploeg                        | Tijd     |
| ------- | ------------------------- | ---------------------------- | -------- |
| Winnaar | Tibor del Grosso          | Alpecin-Deceuninck Dev.      | 3u04'20" |
| 2       | Wilmar Paredes            | Medellín                     | z.t.     |
| 3       | Johannes Adamietz         | Lotto Dstny Dev.             | z.t.     |
| 4       | Milan Donie               | Lotto Dstny Dev.             | z.t.     |
| 5       | Guus van den Eijnden      | Alpecin-Deceuninck Dev.      | + 34"    |
| 6       | Kristian Sbaragli         | Corratec-Vini Fantini        | z.t.     |
| 7       | Josh Burnett              | MitoQ-NZ Cycling Project     | z.t.     |
| 8       | Laurent Gervais           | Project Echelon              | z.t.     |
| 9       | Francis Bernier-Izquierdo | Cannondale Echelon p/b 4iiii | z.t.     |
| 10      | Chris Ernst               | Hustle                       | + 3'41"  |
| 11      | Henri Uhlig               | Alpecin-Deceuninck Dev.      | + 4'58"  |
| 12      | Evan Russell              | Hustle                       | z.t.     |
| 13      | Lennert Belmans           | Alpecin-Deceuninck Dev.      | z.t.     |
| 14      | Conn McDunphy             | Skyline                      | z.t.     |
| 15      | Marshall Erwood           | MitoQ-NZ Cycling Project     | z.t.     |
| 16      | Nathan Pruner             | California                   | z.t.     |
| 17      | Brayan Sánchez            | Medellín                     | z.t.     |
| 18      | Joshua Lebo               | CS Velo Racing               | z.t.     |
| 19      | Victor Ocampo             | Medellín                     | + 5'08"  |
| 20      | William Cooper            | CS Velo Racing               | + 5'14"  |